# 嫦娥2号
嫦娥2号（じょうが2ごう/Chang'e 2）は、中華人民共和国が2010年10月1日に打上げた月探査機。中国2機目の月周回機であり、月探査終了後は中国初の小惑星フライバイも行った。

## ミッション
嫦娥1号とほぼ同設計であるが、解像度10メートルという高解像度CCDカメラと改良した3Dカメラを搭載するなど、いくつかの変更点がある。嫦娥1号よりも低い月軌道の高度100kmで観測を行い、撮影された画像は、中国初の月着陸機嫦娥3号の着陸地の選定にも使用される予定である。
2010年5月の中国宇宙飛行基金受賞大会では、月面に向けて衝突体を発射する予定であることが明らかにされたが、このようなことは行われなかった。

## 運用
2010年の国慶節（建国記念日）である10月1日に長征3号Cによって打ち上げられた。嫦娥2号はそのまま直接月に向かって飛行し、数回の軌道補正マヌーバを行った後、10月6日に月周回楕円軌道（周期約12時間）に投入された。その後北京航空飛行管制センターは数回の軌道修正を行い、「嫦娥2号」を周期約118分のミッション軌道（使命軌道）に遷移させた。
10月28日午後6時25分（北京時間）に、月面から高度 18.7km まで接近して、虹の入り江地域を撮影した。この写真は11月8日に公開され、同写真の除幕式には温家宝首相も出席した。
予定していた回数よりも少ない噴射で高い精度の軌道を得ることが出来たので、余った推進剤で月周回軌道を離脱させ、太陽－地球L2に送り込むことになった。2011年6月8日と9日にスラスターを噴射させ月周回軌道を離脱、6月20日に軌道修正を実施した。同月25日に太陽－地球L2に到達。今後寿命が尽きるまで、宇宙空間探査を行う予定とした。
2012年4月15日に地球近傍小惑星 (4179) トータティスとのフライバイを目指してL2点を出発した。2012年12月13日の北京時間16時30分にトータティスに最接近し、3.2km の距離を相対速度 10.73km/s で通過した（トータティス自体は、この前日に地球に最接近している）。国家国防科技工業局は12月15日に探査成功を発表、93-240km 離れた距離から撮影した解像度の高い写真を公開した。